# Penion cuvieranus
Penion cuvieranus es una especie de molusco gasterópodo de la familia Buccinidae.

## Subspecies
- Penion cuvieranus jeakingsi

## Distribución geográfica
Se encuentra en Nueva Zelanda